# Jean-Joseph Mounier
Jean-Joseph Mounier (12. listopadu 1758 v Grenoblu – 26. ledna 1806 v Paříži) byl politik za Francouzské revoluce.

## Život
Jean-Joseph Mounier se narodil jako syn obchodníka s látkami. Studoval práva v Orange a od roku 1779 vykonával právní praxi. V roce 1783 si koupil místo soudce u městského soudu v Grenoblu.
V červnu 1788 vyzval ke svolání provinčních stavů pro Dauphiné, v nichž by byl třetí stav stejně silně zastoupen jako duchovenstvo a šlechta dohromady. Dne 21. července 1788 se ve Vizille sešly stavy. Zúčastnilo se 50 duchovních, 165 šlechticů a 276 zástupců třetího stavu, přičemž nižší třídy třetího stavu byly vyloučeny. Ve Vizille požadovali svolání generálních stavů.
Na jaře roku 1789 byl Mounier zvolen třetím stavem svého rodného města za poslance generálních stavů. Dne 20. června 1789 vyzval k přísaze a 6. července 1789 byl Ústavodárným shromážděním jmenován do ústavního výboru. Jako její mluvčí inicioval Deklaraci práv člověka a občana.
Mounier prohlásil svou podporu monarchii a prosazoval neomezené právo veta pro Ludvíka XVI. a pro horní a dolní sněmovnu podle anglického modelu. Ústavodárné shromáždění tyto návrhy zamítlo. Z tohoto důvodu Mounier dne 10. září 1789 rezignoval na své členství v ústavním výboru. Přesto působil jako předseda Ústavodárného shromáždění od 28. září do 10. října 1789. Ve dnech 5. a 6. října 1789 pochodovalo do Versailles přibližně 10 000 hladovějících lidí. Vyzvali krále, aby Paříži dodal chléb. Pařížská komuna navíc donutila krále přesunout své sídlo do Paříže. Tyto události vedly k dočasnému stažení monarchistů z politické scény. Mounier se 10. října 1789 stáhl z Versailles do Grenoblu. 15. listopadu 1789 rezignoval na své místo v Národním shromáždění. Dne 22. května 1790 nakonec emigroval do Ženevy ve Švýcarsku, kde v roce 1792 vydal své dvousvazkové velké dílo s původním názvem „Recherches sur les causes qui ont empêché les François de devenir libre, et sur les moyens qui leur restent pour acquérir la liberté“.
V roce 1795 dočasně pobýval v Londýně, kde pracoval jako vychovatel vysokého šlechtice. Poté odešel do Bernu, kde se naučil německy.
Na konci roku 1795 se přestěhoval do Durynska, kde v letech 1796-1801 vedl vzdělávací ústav na zámku Belvedere ve Výmaru, který navštěvovali převážně bohatí mladí Angličané. Tam vyučoval filozofii, historii a ústavní právo. Když se v roce 1801 osobně postavil na stranu jednoho šlechtice a jeho podání soud v Jeně zamítl, vrátil se do Francie. V roce 1802 byl Mounier jmenován Napoleonem Bonapartem prefektem departementu Ille-et-Vilaine. V roce 1804 byl Mounier přijat do Čestné legie a v roce 1805 byl jmenován státním radním. Jean-Joseph Mounier zemřel 26. ledna 1806 v Paříži.